# Hauptprobe
Eine Hauptprobe (kurz HP) ist im Theater eine Probe, die die gesamte Aufführung im Ablauf und mit originaler Dekoration, Kostümen, Requisite und Beleuchtung durchspielt. Sie findet kurz vor der Premiere eines Theaterstücks, einer Oper, Operette oder eines Konzerts statt und gehört damit zu den Endproben. Im deutschen Theater sind zwei Hauptproben üblich, wobei im Falle des Musiktheaters meist eine davon vom Klavier begleitet wird (Klavierhauptprobe) und eine weitere mit Orchester (Orchesterhauptprobe). Der zweiten Hauptprobe folgt die Generalprobe. Weitere Ablauf-Proben mit originaler Ausstattung werden meist unter dem Kürzel AMA („Alles mit allem“) geführt.
Eine Besonderheit von Haupt- und Generalproben ist, dass sie wegen der Komplexität an Aufgaben, die mit ihnen aufführungspraktisch zusammenfallen, meist keine festgelegte Endzeit haben. Im Musiktheater ist auch die Teilung einer Hauptprobe in zwei Proben möglich, deren Gesamtzeit dann allerdings sieben Stunden nicht überschreiten darf.